# Цурковський Євстахій
Євста́хій Цурко́вський (1847 — 4 серпня 1925, Настасів) — галицький громадсько-політичний і освітній діяч, греко-католицький священник (довголітній парох с. Настасова Тернопільського повіту), один з засновників Національно-демократичної партії, почесний член товариства «Просвіта», політичний і освітній організатор Тернопільщини (серед іншого засновник і голова тернопільської філії «Просвіти»); співредактор газет: «Діло» й «Нива».

## Біографія
Народився 1847 року. Висвячений на одруженого священника в 1871 році. Перше його служіння було в с. Смільно на Бродівщині, де він був адміністратором парафії в 1871—1872 роках, потім був адміністратром у Дмитровичах біля Львова (1872—1874), сотрудником у Ниркові Заліщицького деканату (1874—1877), адміністратором парафій в с. Кунашів (1877—1878) і в Сарниках середніх (1878—1879) на Рогатинщині, адміністратором у Маріямполі (1879—1880), адміністратором у Новому Селі біля Збаража (1881—1882). У 1882 році призначений адміністратором парафії в с. Настасів, а через рік — парохом у цьому селі, де служив аж до смерті 4 серпня 1925 року.